# Metropolitano de Zhengzhou
O Metrô de Zhengzhou (chinês:郑州地铁), atualmente está em construção e será um Metropolitano que serve tanto as zonas urbanas e suburbanas distritos de Zhengzhou. O plano da "Linha 1 do Metrô de Zhengzhou", bem como "Linha 2 do Metrô de Zhengzhou", foram aprovados pela Comissão Nacional de Desenvolvimento e Reforma (NDRC), em fevereiro 2009.

## Linha 1
A Linha 1 do Metrô de Zhengzhou, é uma linha leste-oeste com um comprimento total de 34,84 quilômetros, a partir de Novo Campus Universitário de Zhengzhou e que termina em Muzhuang.

## Linha 2
A Linha 2 do Metrô de Zhengzhou, é uma linha norte-sul com um comprimento total de 27,30 quilômetros, a partir do Distrito Huiji e que termina em Zhanmatun.
Conforme o previsto, estes dois projectos terão início a partir de 2009 e será concluída em 2013 e 2015, respectivamente